# Winterthur Cricket Club
Der Winterthur Cricket Club (abgekürzt Winterthur CC) ist ein Cricketclub aus Winterthur. Er spielt zurzeit in der National League, der zweithöchsten T40-Cricketliga der Schweiz.

## Geschichte
Der Verein wurde 1982 von Sulzer-Mitarbeitern gegründet und ist damit einer der ältesten Cricketvereine der Schweiz. Noch im Gründungsjahr bestritt der Verein gegen die Zuoz Old Boys ihr erstes Spiel.
In den Jahren 2000 und 2002 wurde der Verein Schweizer Meister der T40-Premier League. 2012 konnte der Verein den Mr. Pickwick T20-Cup für sich entscheiden. 2015 konnte der Verein erstmals das Cricketturnier in Zuoz gewinnen. 2017 verlor der Club bei einem Brand seines Vereinlager neben Material auch seine Pokale und Clubarchivalien. Seit der Aufteilung der Premier League in zwei Ligastufen 2021 spielt der Winterthur CC in der National League, der zweithöchsten Cricketliga.

## Spielstätte
Heimspielplatz des Vereins ist der Kreuzplatz auf der Sportanlage Deutweg.